# Psilochorema tautoru
Psilochorema tautoru is een schietmot uit de familie Hydrobiosidae. De soort komt voor in het Australaziatisch gebied.